# Oranje boomzonnetje
Oranje boomzonnetje (Caloplaca cerina) is een korstmos uit de familie Teloschistaceae.

## Determinatie
Uiterlijke kenmerken
Oranje boomzonnetje is een korstvormig korstmos met een donkergrijs, doorlopend thallus en apotheciën met een donkere thallusrand. Het prothallus is aanwezig en donkergrijs van kleur. De apotheciën zijn oranje en 0,3–1,5 mm in diameter. Ze staan verspreid of aaneengesloten. Jonge exemplaren zijn hol en oudere exemplaren zijn uitgespreid. Vaak zijn ze hoekig door samendrukking. 
De pycnidiën zijn grotendeels ingezonken. Het heeft de volgende kenmerkende kleurreacties: K+ (violet).
Microscopische kenmerken
Het hymenium is 55–70 µm hoog. De ascus bevat acht sporen die tweezijdig zijn gerangschikt. De ascosporen zijn hyaliene ellipsvormig tot cilindrisch-ellipsvormig. Ze hebben de afmeting 12,5–14 × 5,5–7 µm. Het septum is 5–7 μm breed.

## Ecologie
Oranje boomzonnetje leeft in symbiose met de alg Pseudotrebouxia. Het groeit op bast en twijgen van bomen. Soms op gekerfd en/of bewerkt hout, vooral op substraten met een hoge pH (bijv. schors van gewone esdoorn, ratelpopulier, Fraxinus, vlier en iep).

## Verspreiding
Oranje boomzonnetje kent een kosmopolitische verspreiding. In Nederland is de soort zeer zeldzaam en staat op de rode lijst in de categorie 'Verdwenen'.

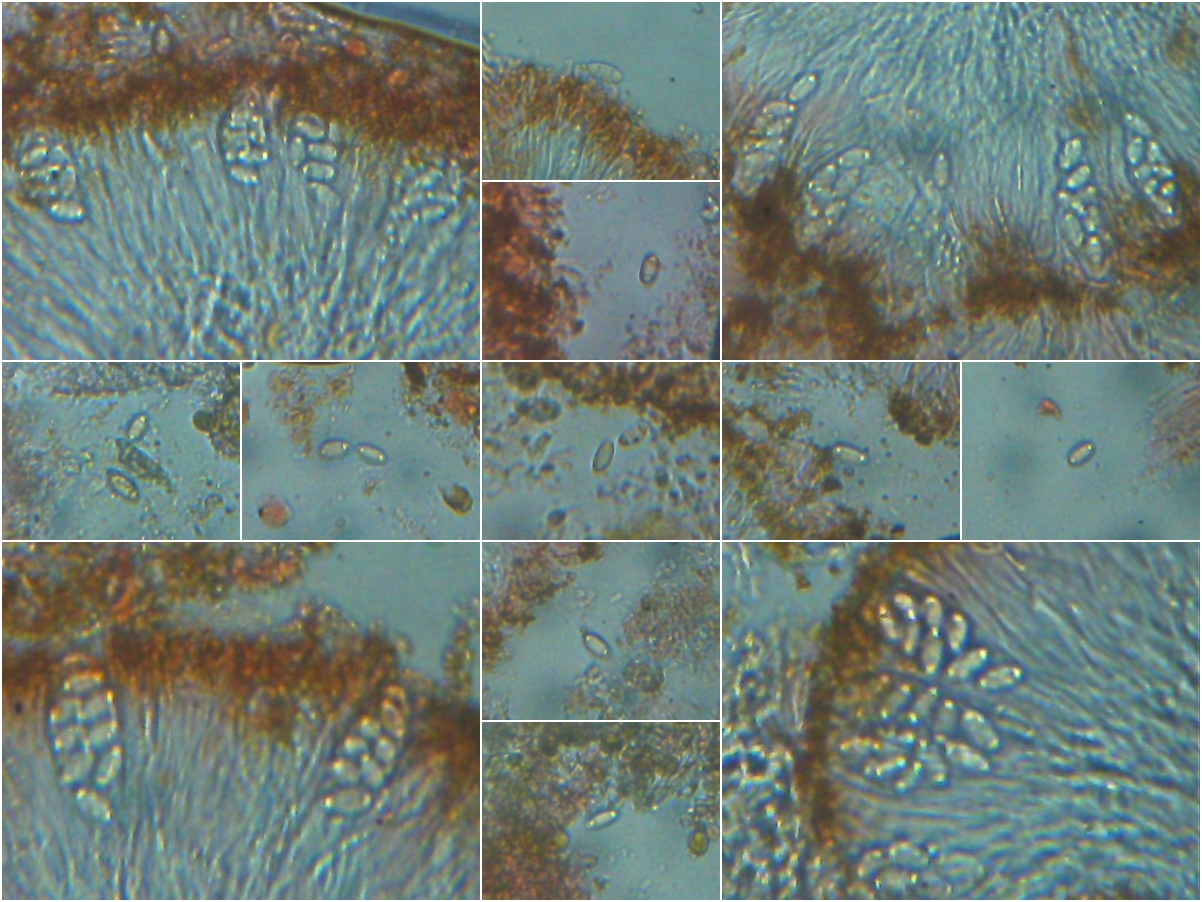
Ascus met ascosporen
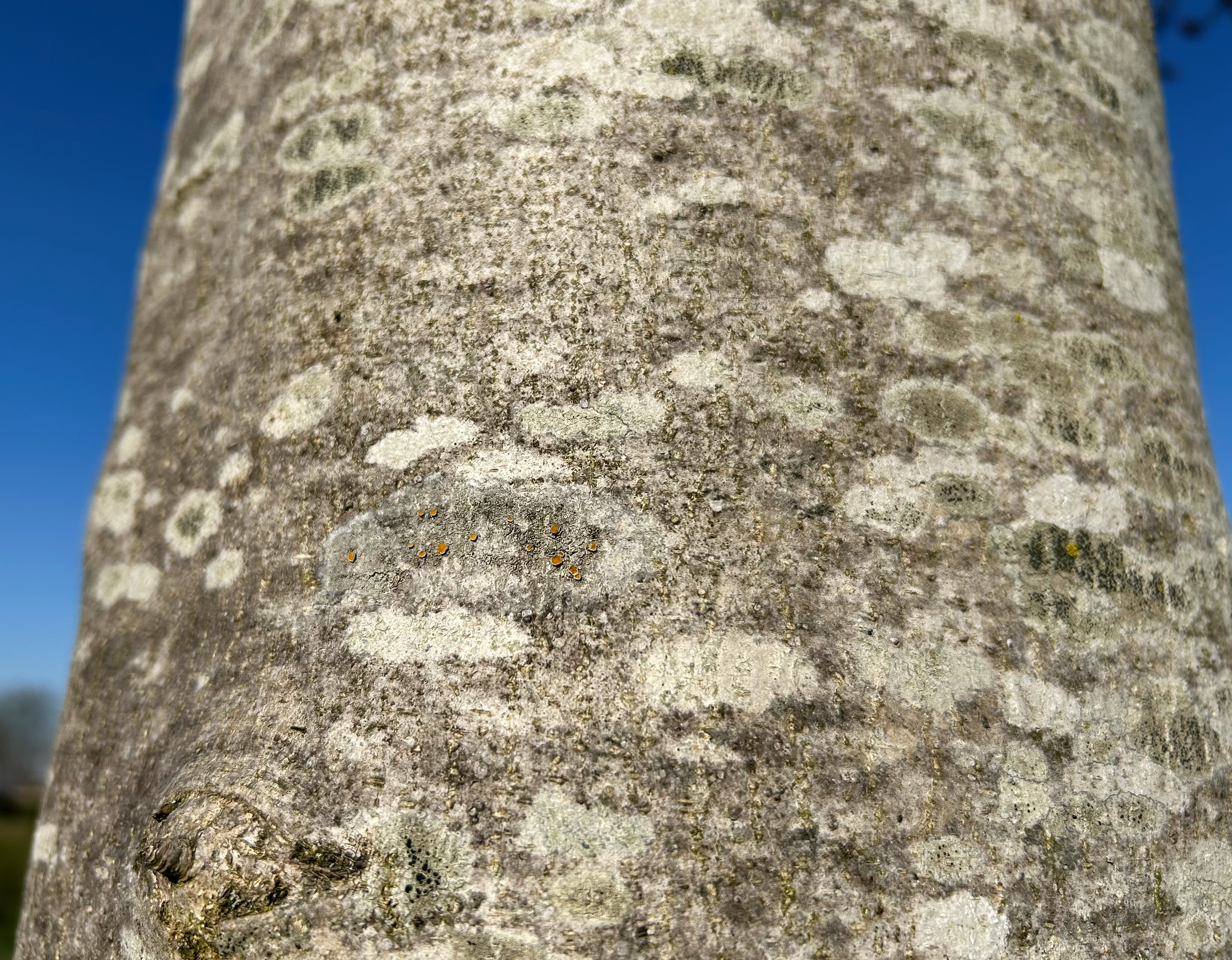
Oranje boomzonnetje in de associatie van melige schotelkorst